# Ruth Perry
Ruth Sando Fahnbulleh Perry (Grand Cape Mount, 16 de julio de 1939-Columbus, Ohio, 8 de enero de 2017) fue una política liberiana, perteneciente al Partido de la Unidad, que ejerció como presidenta interina de su país desde el 3 de septiembre de 1996, tras el fin de la primera guerra civil liberiana, hasta el 2 de agosto de 1997, cuando entregó el cargo al gobierno electo de Charles Ghankay Taylor. Fue la segunda mujer en ocupar el cargo de jefa de estado de una república de África, tras Carmen Pereira. Más tarde Liberia tendría la distinción de tener a Ellen Johnson-Sirleaf (del mismo partido que Perry) como la primera mujer en ser elegida democráticamente presidenta de un país africano.

## Primeros años
Perry nació el 16 de julio de 1939, en una zona rural del condado de Grand Cape Mount, Liberia, hija de Marjon y Alhaji Semila Fahnbulleh. Tenía ascendencia musulmana vai. Cuando era niña, Perry participó en la sociedad Sande, una escuela tradicional y sociedad secreta para mujeres, y asistió a clases regulares. Sus padres la inscribieron más tarde en una escuela católica para niñas en Monrovia dirigida por monjas misioneras. Perry se graduó en el Teachers College de la Universidad de Liberia. Ella trabajó como maestra de escuela primaria en el condado de Grand Cape Mount.
Se casó con McDonald Perry, juez y legislador del Partido Whig Auténtico, y tuvieron siete hijos. Después de que sus hijos crecieron, Perry trabajó en la oficina del Chase Manhattan Bank de Monrovia en 1971 y enseñó en una escuela de Sande cuando se hizo mayor.

## Carrera política
Cuando su esposo estuvo involucrado en la política, Ruth Perry participó activamente en sus campañas electorales e instó al electorado femenino a votar por él. Después de que su esposo murió, el Partido de la Unidad le pidió a Ruth que se postule como senadora para su distrito de origen. En 1985, Perry ganó un escaño en el Senado de Liberia como candidata del Partido de la Unidad. Como respuesta a las controvertidas elecciones presidenciales, que ganó Samuel Doe y que fueron vistas como fraudulentas, los legisladores opositores tanto del Partido de la Unidad como del Partido de Acción Liberiana y otros boicotearon las sesiones legislativas, afirmando que el gobierno de Doe era ilegítimo. Aunque no reconoció los resultados de las elecciones, Perry no se unió al boicot y se convirtió en la única representante de la oposición en la Legislatura. Su excusa fue: "No puedes resolver los problemas quedándote lejos". Permaneció en su cargo hasta el cierre del legislativo en 1989. Posteriormente, Perry lanzó un negocio minorista y se involucró activamente en grupos civiles como Iniciativa de las Mujeres en Liberia, Mujeres en Acción por la Caridad y la Asociación de Servicios Sociales que buscaba poner fin a la creciente Guerra Civil de Liberia.
El 17 de agosto de 1996, después de 17 años de conflicto y 7 años de guerra, los representantes de la Comunidad Económica de los Estados de África Occidental (CEDEAO) negociaron un alto el fuego entre las facciones enfrentadas de Liberia y anunciaron que Perry reemplazaría a Wilton Sankawulo como presidente del Consejo de Estado en un gobierno interino. Según se informó, los cuatro señores de la guerra en el conflicto de Liberia habían acordado el acuerdo de paz con Perry como líder interina. Ocupó el cargo durante once meses, hasta que, luego de celebrarse unas controvertidas elecciones generales, entregó el cargo al presidente electo, Charles Ghankay Taylor el 2 de agosto de 1997.

## Vida posterior
Después de su salida del poder, Perry vivió viajando entre Liberia y los Estados Unidos. Falleció el 8 de enero de 2017 a los 77 años.